# قمة إسماعيل ساماني

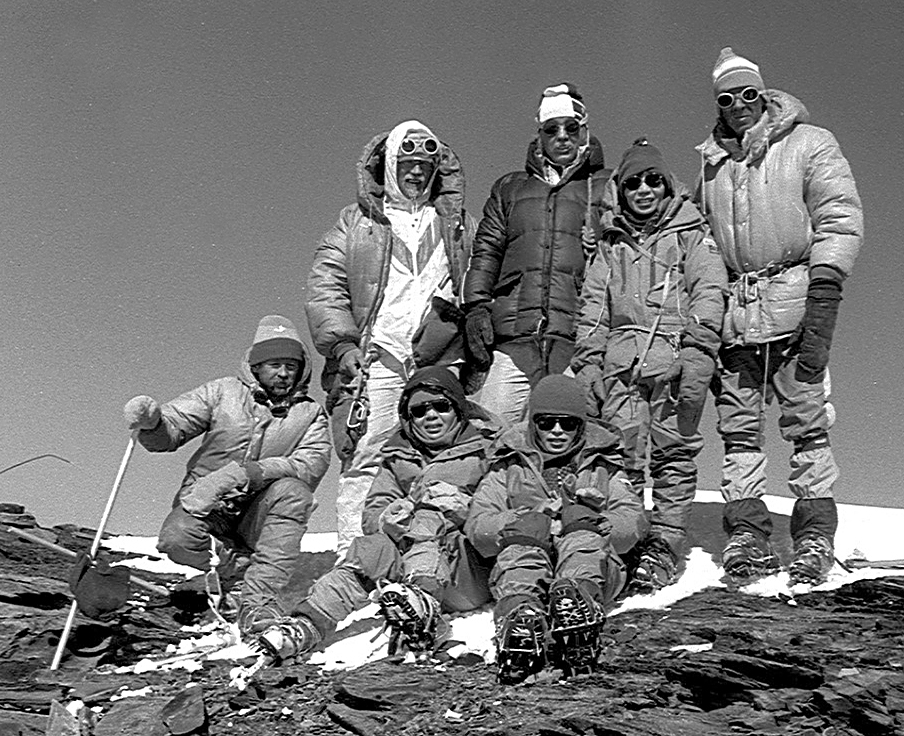
Junko Tabei على القمة في عام 1985 مع اثنين آخرين من متسلقي الجبال اليابانيين وأربعة متسلقين إستونيين.

قمة إسماعيل ساماني (بالإنجليزية Ismoil Somoni Peak) (باللغة الطاجيكية: Қуллаи Исмоили Сомонӣ، Qulla Ismō'il سوموني / Qullaji Ismojili سوموني، (باللغة الفارسية: قلّهٔ اسماعیل سامانی). (باللغة الروسية: Пик Исмои́ла Сомони́ بيك إزميلا سوموني) هو أعلى جبل في جمهورية طاجيكستان. كان هذا الجبل داخل أراضي الإمبراطورية الروسية السابقة، ثم داخل أراضي الاتحاد السوفيتي السابق، وكان يُمثل أعلى جبل في الاتحاد السوفيتي قبل أن تصبح هذه المنطقة مستقلة ضمن جمهورية طاجيكستان. أُطلق على هذا الجبل عدة أسماء بدءً من «قمة جارمو»، ثم «قمة ستالين»، وضمن إجراءات اجتثاث الستالينية تم تغيير الاسم إلى «قمة الشيوعية»، وأخيرا سُمِيَّ الجبل باسم إسماعيل سماني، حاكم الأسرة السامانية.

## الاسم
عندما تم تسمية قمة في جبال بامير السوفيتية أعلى من قمة لينين لأول مرة في عام 1928، تم تسمية هذا الجبل بشكل مبدئي باسم قمة جارمو. ولكن كنتيجة لعمل البعثات السوفيتية الإضافية، أصبح واضحًا بحلول عام 1932 أنها لم تكن هي نفسها، وفي عام 1933، تم تسمية القمة الجديدة في أكاديمية العلوم، باسم قمة ستالين (بالروسية: Пик Ста́лина)‏ بيك ستالينا)، تخليدا للزعيم الروسي جوزيف ستالين. في عام 1962، كجزء من الإجراءات التي اتُخِذت لاجتثاث الستالينية الذي قام به نيكيتا خروتشوف، تم تغيير الاسم إلى قمة الشيوعية ((بالطاجيكية: Пики Коммунизм)‏ (بالروسية: Пик Коммуни́зма)‏ بيك كومونييزما)، وهو الاسم الذي لا يزال معروفًا بشكل شائع إلى حدٍ ما. تم تغيير اسم «قمة الشيوعية» رسميًا في عام 1998 لصالح الاسم الجديد الحالي، وذلك احتفالا بذكرى أحد أمراء الدولة السامانية التي حكمت البلاد في القرن التاسع، وهو الأمير إسماعيل ساماني.

## التاريخ
تاريخ اكتشاف هذا الجبل طويل وغير عادي، ومتصل بدراسة بامير من قبل باحثين روس وألمان. منذ عام 1876، بدأت دراسة مكثفة لهذا المكان من قبل الباحثين الروس.
بحلول نهاية الثمانينيات من القرن التاسع عشر، أجرت البعثة الروسية بقيادة V.F. Oshanin أبحاثًا وأعطت أسماء لمجموعة من القمم العالية مثل: بيتر الأكبر، كاراتيجين، دارفاز. جذبت أربعة قمم في وسط تقاطع هذه التلال اهتماما خاصا من أعضاء البعثة. أشار أوشانين في مذكراته: «... أعتقد أن الذروة الشرقية تصل إلى حوالي 7,500 م».
في عام 1913، قامت بعثة استكشافية يقودها مستكشف الجبال الألماني الشهير ومتسلق الجبال Willy Rickmer-Rickmers بالاستكشاف في الجزء المركزي من بامير. دخلت البعثة النهر العلوي، ورأى المشاركون فيه ذروة عالية هناك، وحددوا ارتفاعها بحوالي 6650 مترًا، وتم إعطاؤها اسم «قمة Garmo»، وفقًا تسمية السكان المحليون لهذا الجبل.
كانت الرحلة الاستكشافية الأخيرة إلى منطقة بامير الوسطى قبل «ثورة أكتوبر 1917» هي الحملة التي قام بها فريق من الجمعية الجغرافية الروسية بقيادة الفلكي ي. آي. بيليايف في عام 1916. وتمكنوا من السير على طول منطقة جرمو.
كان أول صعود لتلك القمة في 3 سبتمبر 1933 من قبل متسلق الجبال السوفيتي يفغيني أبالاكوف.

## روابط خارجية
- "Pik Kommunizma". SummitPost.org.
- "Pik Imeni Ismail Samani" Peakware.com